# أسود لشبونة

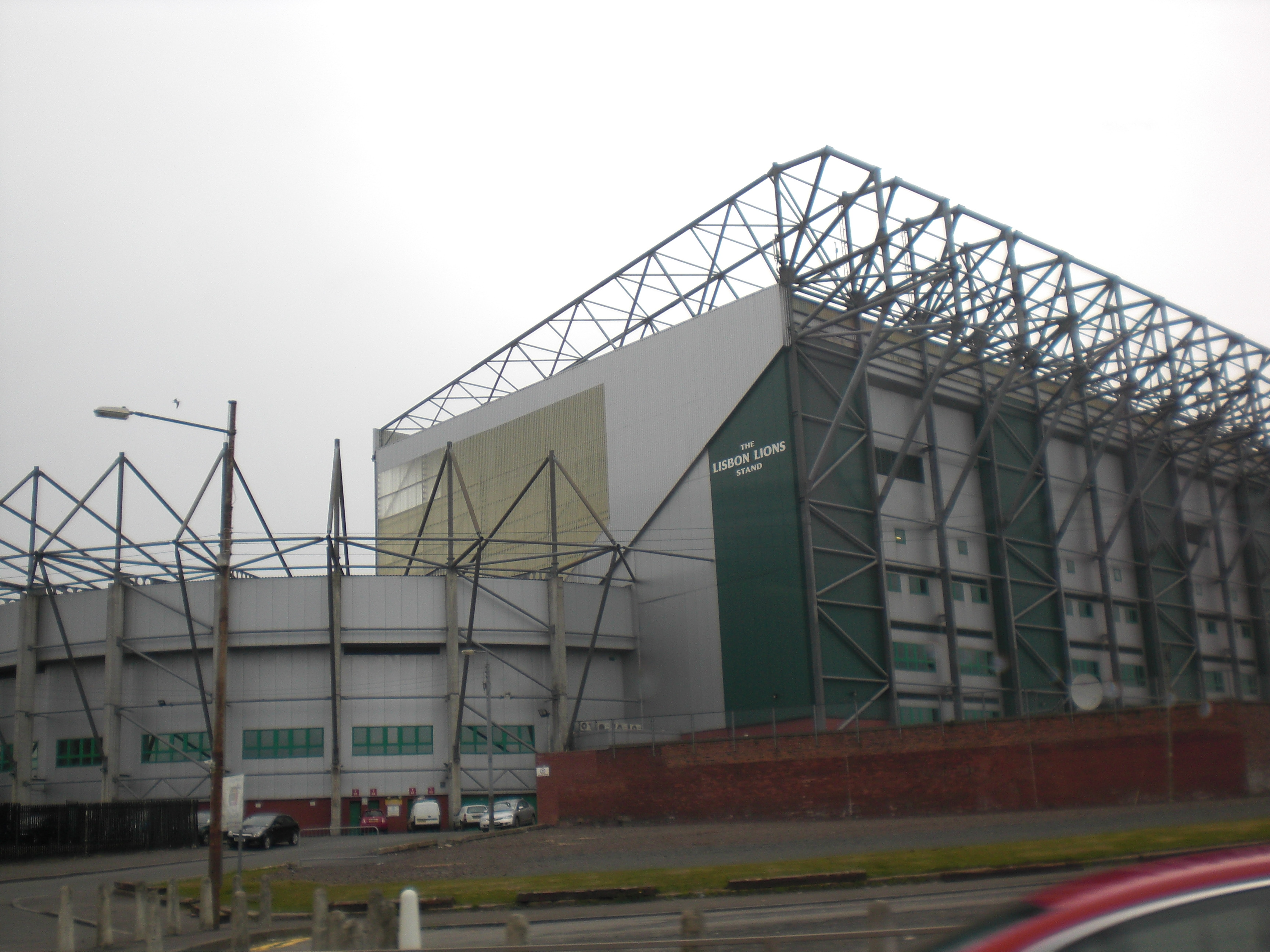
تم تسمية الجناح الشرقي بسلتيك بارك تكريما للفريق

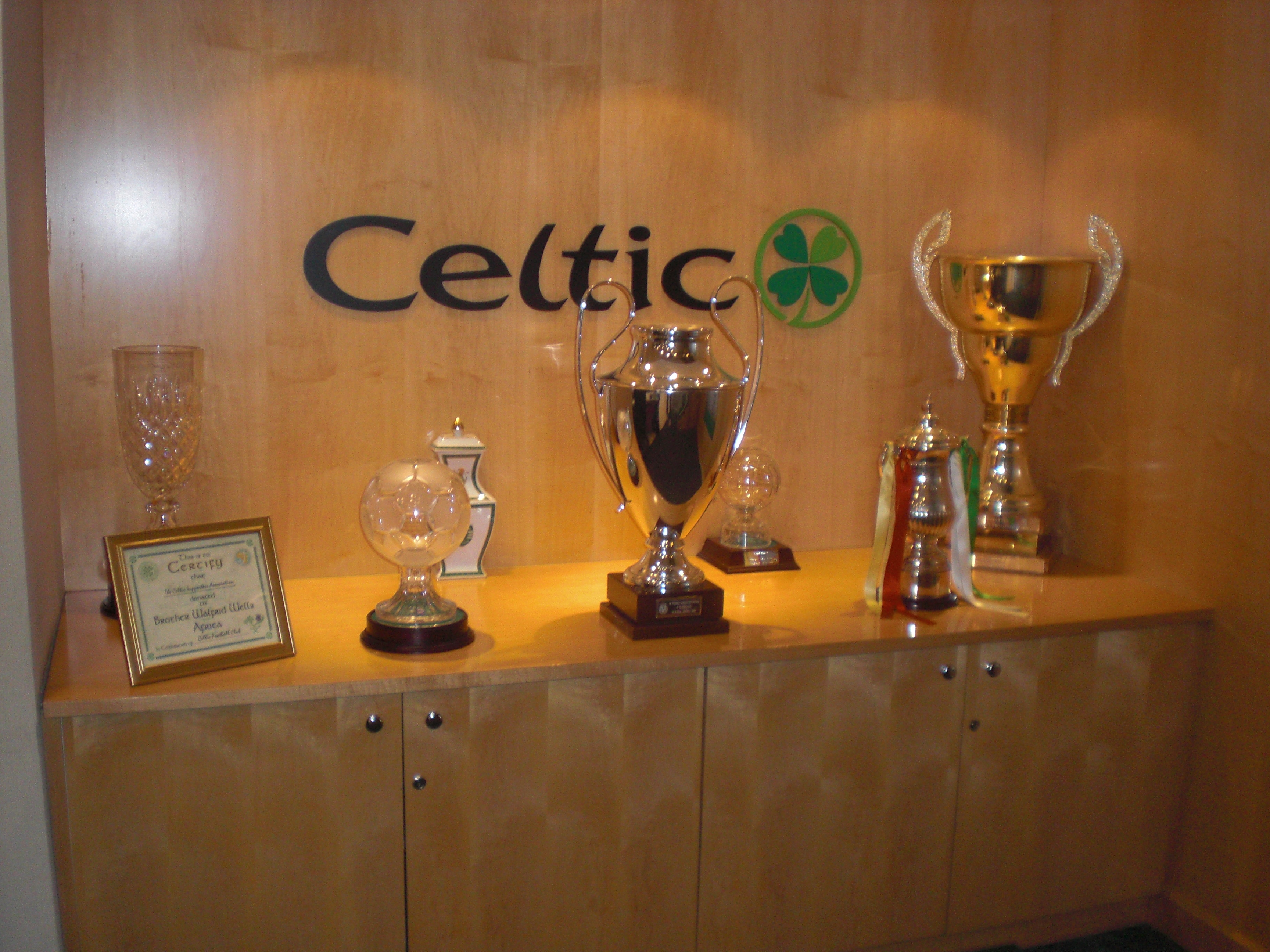
عرض لبعض بطولات سلتيك، بما في ذلك نسخة طبق الأصل من كأس أوروبا تظهر بشكل بارز

أسود لشبونة (بالغيلية الإسكتلندية: Leòmhainn Lisbon) هو اللقب الذي يطلق على فريق سلتيك الذي فاز بكأس أوروبا في الملعب الوطني بالقرب من لشبونة، البرتغال في 25 مايو 1967، بفوزهم على إنتر ميلان 2–1. وُلد جميع أعضاء الفريق المكون من 15 لاعبًا باستثناء اثنين على بعد 10 أميال من حديقة سيلتك بارك في غلاسكو، إسكتلندا (بوبي لينوكس، الذي ولد على بعد 30 ميلاً في سالتكوتس، وتومي جيمل، الذي ولد في مذرويل على بعد 11 ميلاً). كان أسلوب سلتيك نقيضًا للأسلوب الدفاعي والفعال للغاية للإنتر. وصف جيمي جونستون أسلوب الفريق بأنه «مثل الكرة الشاملة السريعة».

## فريق سلتيك في النهائي
1. روني سيمبسون
2. جيم كرايغ
3. تومي جيمل
4. بوبي مردوخ
5. بيلي مكنيل، (القائد)
6. جون كلارك
7. جيمي جونستون
8. ويليام والاس
9. ستيفي شالمرز
10. بيرتي أولد
11. بوبي لينوكس
12. جون فالون (حارس مرمى بديل، لم يُشارك)

- جوك ستين (المدرب)
- شون فالون (مُساعد المدرب)
- نيل موتشان (المدرب الرياضي)

ملاحظات: لم يرتدي سيلتك أرقامًا على قمصانهم في هذا الوقت. الأرقام المعروضة كانت مخيطة على سراويلهم القصيرة.
كان حارس المرمى الثاني هو البديل الوحيد المسموح به في ذلك الوقت. اللاعبون الآخرون في الفريق الذين لعبوا في أوروبا خلال ذلك الموسم هم تشارلي غالاغير وجون هيوز وجو ماكبرايد وفيلي أونيل.

## وصلات خارجية
- الأبطال المحليون: قصة أسود لشبونة، بقلم كريس هانت، نُشر في مجلة فور فور تو، يونيو 2007. (بالإنجليزية)
- عام الانتصار مجلة تذكارية ممسوحة ضوئيًا من عام 1967. (بالإنجليزية)
- موقع أسود لشبونة (بالنرويجية)
- تقرير المباراة من الغارديان، 1967. (بالإنجليزية)